# Hullen-Hube
Die Haube der „bremischen ländlichen Frauentracht“ heißt Hullen-Hube und besteht aus zwei Teilen: der Hulle und der Hube.
Die Hube ist ein mit heißen Stricknadeln fein gefälteltes, stark gestärktes Kammertuch in weiter Haubenform, das, wenn es aufgesetzt ist, vor dem Gesicht der Trägerin eine Hand breit vorsteht. Sie ist vorne mit einer etwa 6 bis 8 cm breiten Klöppelspitze besetzt, die in unendlichen Abwandlungen das Thema der Pöttjeskante variiert, d. h. im Hauptmuster Blumentöpfe oder Vasen aufweist, zwischen denen noch kleine Blümchen verteilt sind. Die eigentliche Heimat der Pöttjeskante ist Antwerpen, und es mag sein, dass die leichte Verbindung zwischen Antwerpen und Bremen die Einführung dieser anmutigen Spitzenart begünstigt hat. Als die teuerste Art der Pöttjeskante wird die Fedderspitze genannt, wahrscheinlich die Spitze, in der das Blumenwerk in farnkrautartige oder federartige Blätter ausläuft.
Längs des äußersten Randes der Spitze ist ein weißer Faden eingenäht, der, in einem Knoten endigend, links aus der Hube nach unten hängt. Mittels Anziehens des Fadens kann die Haube enger zugeschnürt werden.
Die Hulle sitzt über der Hube auf dem Hinterhaupt. Sie hat nahezu Halbkugelform, einen Durchmesser von 9 bis 10 cm und besteht aus Seide in verschiedenen Farben. Unten an der Hulle ist ein Seidenband mit einer Art Schleife befestigt, dessen Enden lang auf dem Rücken der Trägerin herabfallen.
Zu besonderen, festlichen Anlässen, wie zum Beispiel Hochzeiten, Kindertaufen, zu Erntefesten, zum Abendmahl oder auch, wenn es auf den Markt nach Bremen ging, gingen die Frauen in der goldenen oder in der silbernen Hullen-Hube, deren Bänder schmale blanke Längsstreifen in gleichen Abständen zeigten. Man sagt, dass der Preis der Hullen nach ihrer Breite, d. h. nach der Zahl der Längsstreifen, berechnet sei; jeder Längsstreifen habe einen Thaler gekostet. Es soll solche Mützen mit 16 Streifen gegeben haben. Und dies war damals ein Zeichen von Wohlstand und Reichtum.
Vor dem Aufsetzen der Hullen-Hube wird das Haar schlicht vom Gesicht weg nach hinten gestrichen, geflochten und am Hinterkopf in einem dichten Knoten zusammengesteckt. Dann kommt oben auf dem Kopf das „Flopken“, ein schwarzes Stück Tuch, darauf die weiße, große Hube und schließlich die Hulle auf dem Haarknoten am Hinterkopf.

## Bildergalerie

Rekonstruierte Hullen-Hube aus dem alten Kirchspiel Blumenthal im bremischen Landgebiet, erste Hälfte 19. Jahrhundert
Rückansicht der bremischen ländlichen Frauentracht
Grünseidene Hulle aus dem bremischen Landgebiet (Mittelsbüren), 1. Hälfte des 19. Jahrhunderts
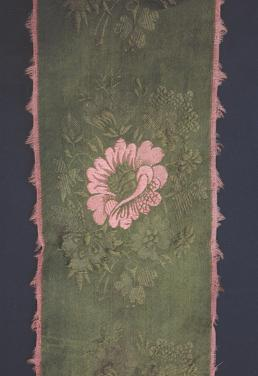
Detailaufnahme einer grünseidenen Hulle aus dem bremischen Landgebiet (Mittelsbüren), 1. Hälfte des 19. Jahrhunderts
Goldene Hulle aus dem bremischen Landgebiet (Mittelsbüren), 1. Hälfte des 19. Jahrhunderts
Motiv einer Pöttjeskante bzw. Fedderspitze
Motiv einer Pöttjeskante bzw. Fedderspitze

## Beschreibung einer grünseidenen Hulle
Maßangaben: Höhe etwa 11,5 cm / Breite etwa 9 cm / Länge (der Mittelnaht) etwa 17 cm / Umfang (von/bis Schleife) etwa 31 cm
(siehe auch Bildmaterial in Galerie)
Kurzbeschreibung:
Kleine, fast runde (halbkugelige) mit Pappe gesteifte Hulle, mit grünfarbener Seide bezogen. Die Seide ist jaquardgewebt und hat ein Blüten- und Blattwerk sowie eine rosa- bis lachsfarbene Blüte im Muster. Die Hulle wird von Seidenband eingefasst und endet optisch mit „einer“ Schleife und zwei langen Bändern unter der Hulle. Diese Bänder fallen lang auf den Rücken der Trägerin herunter. Im Inneren ist die Hulle mit einem blau-beige gestreiften und in sich gemusterten Stoff (Baumwolle) abgefüttert. Im „unteren“ Teil der Hulle sind von außen und innen sichtbar je drei Falten (etwa 0,5 cm doppelt) rechts und links abgenäht, welche die Hulle in Form bringen. Die Höhe dieser Falten beträgt etwa 5 cm.
Länge des Bandes:
Vom Anfang (unten) 115 cm bis zur Schleife, dann Schleife 19 cm doppelt (= 38 cm), dann 2 mal 30 cm (doppelt = 60 cm) die Hulle einfassend, dann wieder Schleife 19 cm doppelt (= 38 cm) und zum Ende hin wieder 115 cm. Das Seidenband ist 8 cm breit und wurde an den Enden nicht gesäumt; das Muster der ‚herabfallenden’ Bänder ist aufstrebend, d. h. eines der Bänder ist gestürzt verarbeitet worden und steht nicht auf dem Kopf.
Das Band ist ein gerades, langes Stück, welches nach 115 cm als die linke Schleife doppelt und leicht gefältelt abgenäht wird, dann in einem ungefähr 30 cm doppelt langen Stück für die Einfassung der Hulle weiter verläuft und dann wieder zu der rechten Schleife doppelt und leicht gefältelt abgenäht wird und nach 115 cm wieder gerade endet.
In Höhe der Schleife sitzen auf dem Band verdeckt (nicht unbedingt sichtbar) ein Haken und eine Öse, welche an dieser Stelle das Band zusammenhalten, und eventuell zur Befestigung beim Haarknoten der Trägerin dienten. (Unter Schließung von Haken und Öse entstand eine Spannung, welche die Hulle auf dem Knoten festhielt.)

## Beschreibung einer goldenen Hulle
Maßangaben: Höhe etwa 11,5 cm / Breite etwa 9 cm / Länge (der Mittelnaht) etwa 17 cm / Umfang (von/bis Schleife) etwa 31 cm
(siehe auch Bildmaterial in Galerie)
Kurzbeschreibung:
Kleine, fast runde (halbkugelige) mit Pappe gesteifte Hulle, mit Brokat bezogen. Die Hulle wird von Brokatband eingefasst und endet optisch mit „einer“ Schleife und zwei langen Bändern unter der Hulle. Diese Bänder fallen lang auf den Rücken der Trägerin herunter. Die Mittelnaht bei dieser Hulle ist von außen nicht sichtbar, da der Brokatstoff diesen Bereich der Hulle überdeckt.
Im Inneren ist die Hulle mit einem bunt karierten Stoff (Baumwolle) abgefüttert.
Im „unteren“ Teil der Hulle sind von außen und innen sichtbar je drei Falten (etwa 0,5 cm doppelt) rechts und links abgenäht, welche die Hulle in Form bringen. Die Höhe dieser Falten beträgt etwa 5 cm.
Länge des Bandes:
Vom Anfang (unten) 90 cm bis zur Schleife, dann Schleife 25 cm doppelt (= 50 cm), dann 32 cm die Hulle einfassend, dann wieder Schleife 25 cm doppelt (= 50 cm) und zum Ende hin wieder 90 cm. Das Brokatband ist 3,5 cm breit, besteht aus 10 Längsstreifen und wurde an den Enden ganz schmal gesäumt.
Das Band ist ein gerades, langes Stück, welches nach 90 cm als die linke Schleife doppelt und nicht gefältelt abgenäht wird, dann in einem etwa 32 cm langen Stück für die Einfassung der Hulle weiter verläuft und dann wieder zu der rechten Schleife doppelt und nicht gefältelt abgenäht wird und nach 90 cm wieder gerade endet.
In Höhe der Schleife sitzen auf dem Band verdeckt (nicht unbedingt sichtbar) zwei Haken und zwei Öse im Abstand von 2 cm nebeneinander, welche an dieser Stelle das Band zusammenhalten, und eventuell zur Befestigung beim Haarknoten der Trägerin dienten. (Unter Schließung von Haken und Öse entstand eine Spannung, welche die Hulle auf dem Knoten festhielt.) Das Brokatband ist nicht an allen Stellen fest mit der Hulle verbunden. Nach Öffnung der Haken/Ösen fängt die Befestigung ungefähr in der mittleren Hälfte bei der Hulle an.